# John Porter (Politiker)
John Porter (* in Pennsylvania) war ein US-amerikanischer Politiker. Zwischen 1806 und 1811 vertrat er den Bundesstaat Pennsylvania im US-Repräsentantenhaus.

## Werdegang
Die Quellenlage über diesen Politiker ist sehr dürftig. Sein Geburtsdatum ist ebenso wenig überliefert wie sein genauer Geburtsort. Er wurde irgendwo im Staat Pennsylvania geboren und erhielt eine nur eingeschränkte Schulausbildung. Später wurde er Mitglied der von Thomas Jefferson gegründeten Demokratisch-Republikanischen Partei. Zwischen 1801 und 1805 saß er im Senat von Pennsylvania.
Nach dem Rücktritt des Abgeordneten Michael Leib wurde Porter bei der fälligen Nachwahl für den dritten Sitz von Pennsylvania als dessen Nachfolger in das US-Repräsentantenhaus in Washington, D.C. gewählt, wo er am 8. Dezember 1806 sein neues Mandat antrat. Nach zwei Wiederwahlen konnte er bis zum 3. März 1811 im Kongress verbleiben. Nach seiner Zeit im US-Repräsentantenhaus verliert sich die Spur von John Porter wieder. Sein Sterbedatum und sein Sterbeort liegen im Dunkeln.